# Agujero de Magendie
El agujero de Magendie es un orificio central ubicado entre los dos agujeros de Luschka. Ambos tienen un rol importante en la circulación del líquido cefalorraquídeo.

## Anatomía
Pone en comunicación el IV ventrículo con un amplio espacio subaracnoideo, denominado cisterna magna o cisterna cerebelomedular, lo cual permite el flujo del líquido cefalorraquídeo desde el cuarto ventrículo hacia la médula espinal.